# Otonoke
«Otonoke» (яп. オトノケ) — пісня японського хіп-хоп дуету Creepy Nuts. Вона вийшла як сингл на лейблах Onenation та Sony Music Associated Records 4 жовтня 2024 року. Пісня є початковою темою японського аніме-серіалу Dan Da Dan (2024). Вона посіла перше місце в Billboard Japan Hot 100 та світовому чарті цифрових продажів пісень.

## Історія пісні та випуск
23 червня 2024 року продюсерський комітет японського аніме-серіалу Dan Da Dan оголосив, що Creepy Nuts виконає головну пісню для аніме під назвою «Otonoke». Репер дуету R-Shitei описав, що пісня інтерпретує, «як коли надприродні істоти або духи володіють людьми, вони “резонують і пов'язуються з болем і сумом”, що дуже схоже на стосунки між творцями музики і слухачами». Фрагмент «Otonoke» вперше був представлений у третьому трейлері аніме, який був випущений 20 серпня. Дует випустив пісню в цифровому вигляді 4 жовтня, а в якості CD-синглу —11 грудня.
Через місяць після релізу користувач на сайті Reddit виявив, що в пісні є артефакти семплювання з прискореного і пітчевого уривка пісні 1915 року «I've Been Floating Down the Old Green River» у виконанні американського співака Біллі Мюррея, що спростовує популярну теорію про те, що в пісні були використані звуки з серії відеоігор Pikmin.

## Музичне відео
Прем'єра музичного відео «Otonoke» відбулася 18 жовтня 2024 року. Хаотичне відео режисера Масакі Ватанабе передає похмуру атмосферу пісні, використовуючи кілька візуальних прийомів, зокрема Creepy Nuts у фенакістископі та зоотропі за допомогою 3D-сканера. Також було використано ефект «великої голови» в стилі Fatman Scoop. Музична відео-колаборація з Dandadan була випущена 31 жовтня.

## Живі виступи
Creepy Nuts вперше виконали пісню «Otonoke» на Venue 101 Presents Creepy Nuts the Live 5 жовтня 2024 року.

## Нагороди
| Критик/Публікація  | Нагорода                              | Місце | Прим.  |
| ------------------ | ------------------------------------- | ----- | ------ |
| Anime News Network | Найкращі пісні 2024 року              | Н/Д   | [ 12 ] |
| Nialler9           | Найкращі пісні Filmore! 2024 року     | Н/Д   | [ 13 ] |
| Polygon            | 6 найкращих аніме-опенінгів 2024 року | Н/Д   | [ 14 ] |

| Церемонія                | Рік  | Нагорода                   | Результат | Прим.  |
| ------------------------ | ---- | -------------------------- | --------- | ------ |
| Abema Anime Trend Awards | 2024 | Анімація опенінгу          | Перемога  | [ 15 ] |
| Anime Trending Awards    | 2025 | Опенінг-пісня року         | Перемога  | [ 16 ] |
| Crunchyroll Anime Awards | 2025 | Найкраща анімація опенінгу | Перемога  | [ 17 ] |
| Crunchyroll Anime Awards | 2025 | Найкраща аніме-пісня       | Перемога  | [ 17 ] |
| Reiwa Anisong Awards     | 2025 | Найкраща робота            | Номінація | [ 18 ] |

## Трекліст
- CD-сингл, цифрове завантаження та стриминг

1. «Otonoke» (яп. オトノケ) – 3:05
2. «Otonoke» (інструментальна версія) – 3:05

- Blu-ray

1. «Otonoke» (музичне відео) – 3:16
2. «Otonoke» (музична відео-колаборація з Dandadan)
3. «TV Anime Dandadan Non-Credit OP Movie» – 1:31

## Учасники запису
- R-Shitei – вокал, текст
- DJ Matsunaga – композиція, аранжування
- Кадзукі Ісогай – гітара
- Масахіто Коморі – зведення
- Майк Боззі – мастеринг

## Чарти
| Чарт (2024)                             | Пікова позиція |
| --------------------------------------- | -------------- |
| Global 200 (Billboard)                  | 37             |
| Japan (Japan Hot 100)                   | 1              |
| Japan Hot Animation (Billboard Japan)   | 1              |
| Japan Combined Singles (Oricon)         | 2              |
| Japan Anime Singles (Oricon)            | 7              |
| New Zealand Hot Singles (RMNZ)          | 4              |
| US Bubbling Under Hot 100 (Billboard)   | 22             |
| US World Digital Song Sales (Billboard) | 1              |

| Чарт (2024)    | Позиція |
| -------------- | ------- |
| Japan (Oricon) | 32      |

| Чарт (2024)                           | Позиція |
| ------------------------------------- | ------- |
| Japan (Japan Hot 100)                 | 92      |
| Japan Hot Animation (Billboard Japan) | 19      |

## Сертифікації
| Регіон                                                                                                  | Сертифікація | Продажі     |
| --- | ------------ | ----------- |
| Японія (RIAJ)                                                                                           | Золотий      | 100 000*    |
| Стримінг                                                                                                |              |             |
| Японія (RIAJ)                                                                                           | Платиновий   | 100 000 000 |
| *продажі, що базуються лише на сертифікаціях · лише прослуховування, що базуються лише на сертифікаціях |              |             |